# 拉瓦利德拉瓜尔
拉瓦利德拉瓜尔，是西班牙巴伦西亚自治区阿利坎特省的一个市镇。总面积23km2，总人口870人（2001年），人口密度38人/km2。